# 인터파크뮤직플러스의 음반
이 문서는 인터파크뮤직플러스에서 발매한 음반 목록이다.

## 2020년대
- 2021년 11월 3일 라붐 - BLOSSOM
- 2021년 11월 8일 소연 - 국가대표 와이프 OST Part.1
- 2021년 12월 17일 라붐 - [Digital Single] White Love(스키장에서)
- 2022년 1월 5일 트렌드지 - BLUE SET Chapter 1. TRACKS
- 2022년 6월 8일 트렌드지 - BLUE SET Chapter 2 CHOICE
- 2022년 9월 17일 라붐 - Listen-Up(리슨업) EP.7